# 제이컵 엘로디
제이컵 엘로디(영어: Jacob Elordi, 1997년 6월 26일 ~ )는 오스트레일리아의 배우이다. 넷플릭스 영화 《키싱 부스》 시리즈의 노아 플린 역과 HBO 드라마 《유포리아》의 네이트 제이컵스 역으로 잘 알려져 있다.

## 출연 작품

### 영화
- 키싱 부스 (2018) - 노아 플린 역
- 키싱 부스 2 (2020) - 노아 플린 역
- 키싱 부스 3 (2021) - 노아 플린 역
- 딥 워터 (2022)
- 프리실라 (2023) - 엘비스 프레슬리 역
- 솔트번 (2023) - 펠릭스 캐튼 역
- 오, 캐나다 (2024) - 젊은 레너드 파이프 역
- 프랑켄슈타인 (2025) - 프랑켄슈타인의 괴물 역
- 폭풍의 언덕 (2026) - 히스클리프 역
- 도그 스타 (2026) - 히그 역

### 텔레비전
- 유포리아 (2019-현재) - 네이트 제이컵스 역